# U-574
Unterseeboot 574 foi um submarino alemão do Tipo VIIC, pertencente a Kriegsmarine que atuou durante a Segunda Guerra Mundial.
O U-574 esteve em operação no ano de 1941, realizando neste período 2 patrulhas de guerra, nas quais afundou uma navio de guerra num total de 1190 toneladas de arqueação.
Foi afundado por cargas de profundidade  no dia 19 de dezembro de 1941, causando a morte de 28 tripulantes, deixando outros 16 sobreviventes.

## Comandantes
| Comandante                | Data                                         |
| ------------------------- | -------------------------------------------- |
| Oblt. Dietrich Gengelbach | 12 de junho de 1941 - 19 de dezembro de 1941 |

## Subordinação
Durante o seu tempo de serviço, esteve subordinado às seguintes flotilhas:
| Período                                        | Flotilha                                  |
| ---------------------------------------------- | ----------------------------------------- |
| 12 de junho de 1941 - 1 de novembro de 1941    | 1. Unterseebootsflottille (treinamento)   |
| 1 de novembro de 1941 - 19 de dezembro de 1941 | 1. Unterseebootsflottille (serviço ativo) |

## Operações conjuntas de ataque
O U-574 participou das seguinte operações de ataque combinado durante a sua carreira:
- Rudeltaktik Steuben (14 de novembro de 1941 - 1 de dezembro de 1941)
- Rudeltaktik Seeräuber (14 de dezembro de 1941 - 19 de dezembro de 1941)

## Coordenadas
1. ↑  em posição 38° 12' N 17° 23' O